# N. C. Vasanthakokilam
Nagapattinam Chandrashekhara Vasanthakokilam (Tamil: நாகப்பட்டினம் சந்திரசேகர வசந்தகோகிலம், 1919 - 7 de noviembre de 1951), fue una cantante y actriz india carnática. Sus obras incluyen actuaciones como de Kritis por Tyagaraja y Dikshitar Muthuswami. Ella popularizó muchas de sus canciones en Suddhananda Bharathi en los años posteriores, tras la independencia de la India. Ella falleció de tuberculosis en 1951.

## Biografía
NCV nació bajo el nombre de Kamakshi en Irinjalakkuda, Cochin, Estado de la India británica, la actual Kerala. Su familia se trasladó a Nagapattinam. Su padre, Chadrashekhara Iyer, la envió bajo la tutela de Nagapattinam 'Jalra' Gopala Iyer, un socio de actuaciones en Harikatha. En 1936, la familia se trasladó después a Madrás, donde comenzó a dar conciertos. Ella ganó su primer premio en la música en una conferencia anual de la Academia de Música de Madras en 1938, que fue presidida por el Ariyakudi Ramanuja Iyengar.

## Canciones famosas
- yen paLLi koNdeer ayyaa
- thanthai thaai irundhaal umakkindha
- nitiraiyil vandhu nenjil idam
- mahalakshmi jaganmatha
- aanandha nadanam aadinAL
- aasai koNdEn vaNdE
- thithikkum senthamizhaal dEsaabhimaanam enum
- andha naaL ini varumO
- varuvaanO vanakkuyilE
- aadu raattE
- saarasa dala nayana
- indha varam tharuvaan
- needayarada

## Canciones de películas
| Año  | Película        | Canción                                                              | Música                 | Compañía de producción    |
| ---- | --------------- | -------------------------------------------------------------------- | ---------------------- | ------------------------- |
| 1940 | Venuganan       | punniya dhinamindre srikannan pirandha punniya dhinam                | T. Govindarajulu Naidu | Jewel Pictures            |
| 1940 | Venuganan       | eppO varuvaaro endhan kali theerae                                   | T. Govindarajulu Naidu | Jewel Pictures            |
| 1940 | Venuganan       | inbam inbam jagamengum                                               | T. Govindarajulu Naidu | Jewel Pictures            |
| 1942 | Gangavathar     | paanganachOlai alankaram                                             |                        | Sundaram Sound Studios    |
| 1942 | Gangavathar     | kalaivaaNi aruL purivaai                                             |                        | Sundaram Sound Studios    |
| 1942 | Gangavathar     | anandam aLavilla miga anandam                                        |                        | Sundaram Sound Studios    |
| 1942 | Gangavathar     | idhuvenna vEdhanai,                                                  |                        | Sundaram Sound Studios    |
| 1942 | Gangavathar     | ananda maya vaanulageedhE                                            |                        | Sundaram Sound Studios    |
| 1942 | Gangavathar     | kaavin manOhara kaatchiyin maanbe                                    |                        | Sundaram Sound Studios    |
| 1944 | Haridas         | kathiravan udhayam kaNdu kamalangaL mugam malarum                    | G. Ramanathan          | Royal Talkie Distributors |
| 1944 | Haridas         | kaNNa vaa maNivaNNa vaa                                              | G. Ramanathan          | Royal Talkie Distributors |
| 1944 | Haridas         | enathu manam thuLLi viLayaadudhE                                     | G. Ramanathan          | Royal Talkie Distributors |
| 1944 | Haridas         | enathu uyir naathan hrudayam nondhE ennai pirindhaan                 | G. Ramanathan          | Royal Talkie Distributors |
| 1944 | Haridas         | thottadhaRkkellaam thappeduthaal (with M. K. Thyagaraja Bhagavathar) | G. Ramanathan          | Royal Talkie Distributors |
| 1946 | Valmiki         | sundarananda vaikuntha hare mukuntha                                 | Papanasam Sivan        | Central Studios           |
| 1946 | Valmiki         | puvi meedhu thava gnaniye uyar pugazh mevum periyor thanpaal         | Papanasam Sivan        | Central Studios           |
| 1946 | Valmiki         | jaya jaya bhuvanapathae paalaya jaya karunajalathe                   | Papanasam Sivan        | Central Studios           |
| 1946 | Valmiki         | poithavazhum mayappuvi vaazhvu                                       | Papanasam Sivan        | Central Studios           |
| 1950 | Krishna Vijayam | navaneetha kaNNanae radhamOha                                        | S. M. Subbaiah Naidu   | Jupiter Pictures          |
| 1950 | Krishna Vijayam | karuNanidhE madhava nithya kalyaNa guNa madhava                      | S. M. Subbaiah Naidu   | Jupiter Pictures          |
| 1950 | Krishna Vijayam | porumai kadalaagiya bhoomadEvi                                       | S. M. Subbaiah Naidu   | Jupiter Pictures          |

- pozhudhu pularnthadhu yAm seidha thavathAl
- kuzhalOsai kEtkudhammA gOplakrishnan
- thanthai thaai irundhaal umakkindha
- nitthiraiyil vandhu nenjil idam